# Tratado de Belavezha
El Acuerdo de Belavezha (Belovezha) (en ruso: Беловежские соглашения, en bielorruso: Белавежскія пагадненні, en ucraniano: Біловезькі угоди) fue un acuerdo internacional firmado el 8 de diciembre de 1991 por los presidentes de la RSFS de Rusia, RSS de Ucrania y RSS de Bielorrusia (Borís Yeltsin, Leonid Kravchuk y Stanislav Shushkévich respectivamente) en la parte bielorrusa de la reserva natural de Belavézhskaya Pushcha. Estos acuerdos declararon la disolución de la URSS y establecieron en su lugar la Comunidad de Estados Independientes (CEI). El acuerdo se realizó a pesar de que en marzo de 1991, en el referéndum sobre el futuro la Unión Soviética, un 78 % de los votantes habían elegido la conservación de la URSS. La firma del Acuerdo fue comunicada por teléfono al presidente de la Unión Soviética Mijaíl Gorbachov por Stanislav Shushkiévich.

Escudo de la Unión Soviética con su lema —¡Proletarios de todos los países, uníos!— en las cintas, escrito en los idiomas de las repúblicas de la URSS

## Bases legales y ratificación
Aunque había dudas sobre la autoridad de Stanislav Shushkiévich, Borís Yeltsin y Leonid Kravchuk para disolver la Unión Soviética, de acuerdo con el artículo 72 de la Constitución de la Unión Soviética de 1977, las repúblicas tenían el derecho de separarse libremente de la Unión. Desde 1990 el procedimiento de retirada de las repúblicas de la Unión estaba regulado por una ley especial. El 12 de diciembre de 1991 el Sóviet Supremo de la RSFS de Rusia ratificó los acuerdos por parte de la RSFS de Rusia, y al mismo tiempo derogó el Tratado de Creación de la URSS de 1922. La legalidad de esta ratificación generó dudas entre algunos miembros del Parlamento ruso, ya que, según la Constitución de la RSFSR de 1978, la consideración de este documento era competencia exclusiva del Congreso de los Diputados del Pueblo de la RSFSR.
Estos intentos de disolver la Unión Soviética fueron considerados ilegales por lo que quedaba del Gobierno federal soviético. El propio Gorbachov describió los movimientos así:

The fate of the multinational state cannot be determined by the will of the leaders of three republics. The question should be decided only by constitutional means with the participation of all sovereign states and taking into account the will of all their citizens. The statement that Unionwide legal norms would cease to be in effect is also illegal and dangerous; it can only worsen the chaos and anarchy in society. The hastiness with which the document appeared is also of serious concern. It was not discussed by the populations nor by the Supreme Soviets of the republics in whose name it was signed. Even worse, it appeared at the moment when the draft treaty for a Union of Sovereign States, drafted by the USSR State Council, was being discussed by the parliaments of the republics.
El destino del Estado multinacional no puede ser determinado por la voluntad de los líderes de tres repúblicas. La cuestión debe decidirse únicamente por medios constitucionales con la participación de todos los Estados soberanos y teniendo en cuenta la voluntad de todos sus ciudadanos. La declaración de que las normas legales de toda la Unión dejarían de estar en vigor también es ilegal y peligrosa; solo puede empeorar el caos y la anarquía en la sociedad. La prisa con que apareció el documento también es motivo de grave preocupación. No fue discutido por las poblaciones ni por los Soviets Supremos de las repúblicas en cuyo nombre fue firmado. Peor aún, apareció en el momento en que los parlamentos de las repúblicas estaban discutiendo el proyecto de tratado para una Unión de Estados Soberanos, redactado por el Consejo de Estado de la URSS.

Hubo algunas dudas sobre si los Acuerdos de Belavezha fueron suficientes por sí mismos para disolver la Unión Soviética, ya que fueron firmados por solo tres repúblicas, aunque tres de las cinco repúblicas más grandes y poderosas. Todas las dudas relativas a la legalidad de la disolución de la Unión Soviética finalizaron el 21 de diciembre de 1991, cuando los representantes de todas las repúblicas soviéticas excepto la República de Georgia y las repúblicas bálticas, incluyendo aquellas que habían firmado los acuerdos de Belavezha, firmaron el Protocolo de Almá-Atá, confirmando el desmembramiento y la consecuente extinción de la Unión Soviética, y el establecimiento de la Comunidad de Estados Independientes en su lugar. Dado que algunas de las quince repúblicas no ejercieron el derecho constitucional a la secesión y acordaron la extinción de la Unión, cesó la pluralidad de repúblicas miembros requerida para que la Unión continuase su existencia como Estado federal. La cumbre de Almá-Atá también acordó varias medidas con consecuencias prácticas para la extinción de la Unión.
Sin embargo, cuatro días más tarde, el Gobierno federal soviético continuaba existiendo y Mijaíl Gorbachov mantenía el control del Kremlin como presidente de la Unión Soviética. Esto finalizó el 25 de diciembre de 1991, cuando Gorbachov dimitió y entregó el control del Kremlin y los restantes poderes de su puesto a la oficina del presidente de la RSFS de Rusia —renombrada como Federación de Rusia— Borís Yeltsin, y con ello retinando con el Gobierno federal soviético y la disolución de la Unión Soviética.
La dimisión de Gorbachov fue televisada, así como el arriado de la bandera de la Unión Soviética del Kremlin de Moscú, lo que captó la atención mundial como acto simbólico del efectivo final de la Unión Soviética. Ese mismo día el presidente de los Estados Unidos, George H. W. Bush, pronunció un breve discurso en la televisión nacional de los Estados Unidos para conmemorar el final de la Guerra Fría y reconocer la independencia de los Estados surgidos de las antiguas repúblicas soviéticas.
Al día siguiente, 26 de diciembre de 1991, el Soviet Supremo de la URSS, formalmente el más alto organismo gubernamental de la Unión Soviética, reconoció el colapso de la Unión y se autodisolvió, como evento final que marcó la extinción de la Unión Soviética.
La cumbre de Almá Atá también tomó la decisión el 21 de diciembre de 1991 a las reclamaciones de Rusia para ser reconocida como el Estado sucesor de la URSS, entre otros, la pertenencia como miembro de las Naciones Unidas. El 24 de diciembre de 1991, el presidente ruso Yeltsin informó a Javier Pérez de Cuéllar, secretario general de la ONU, de que la Unión Soviética se había disuelto y que la Federación de Rusia sería su Estado sucesor y continuador como miembro de la ONU. El documento confirmó las credenciales de los representantes de la Unión Soviética como representantes de Rusia, y solicitó que el nombre de «Unión Soviética» fuese cambiado por el de «Federación de Rusia» en todos los registros oficiales. Este movimiento permitió a Rusia retener el puesto en el Consejo de Seguridad de las Naciones Unidas, lo cual hubiese sido imposible si algún otro Estado se hubiese atribuido la sucesión. El secretario general pasó la propuesta y, al no haber objeciones de ningún Estado miembro, la Federación de Rusia tomó el sitio de la Unión Soviética en la ONU.
El 31 de enero de 1992 el presidente de la Federación de Rusia tomó personalmente parte en la reunión del Consejo de Seguridad como representante de Rusia, y la primera vez que ejerció como sucesor en la ONU.

## Consecuencias

### Ubicación actual
El Ministerio de Relaciones Exteriores de Bielorrusia le dijo al expresidente Stanislav Shushkévich que los acuerdos originales habían desaparecido el 7 de febrero de 2013. Trató de obtener la copia original para ayudarlo a escribir sus memorias.

## Firmantes
- Borís Yeltsin (1931-2007), presidente de Rusia (1991-1999)
- Gennadi Búrbulis (1945-2022), secretario de Estado de Rusia (1991-1992)
- Leonid Kravchuk (1934-2022), primer presidente de Ucrania (1991-1994)
- Vitold Fokin (1932-2025), primer ministro de Ucrania (1991-1992)
- Stanislav Shushkévich (1934-2022), presidente del Sóviet Supremo de Bielorrusia (1991-1994)
- Viacheslav Kébich (1936-2020), primer ministro de Bielorrusia (1991-1994)

Como dato curioso, Leonid Kravchuk falleció justo una semana después que Stanislav Shushkévichy en 2022.